# Laphria detecta
Laphria detecta là một loài ruồi trong họ Asilidae. Laphria detecta được Walker miêu tả năm 1857. Loài này phân bố ở miền Ấn Độ - Mã Lai.